# Alea iacta est

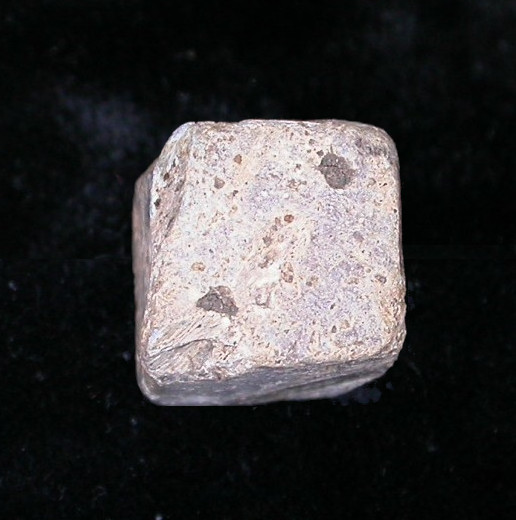
Римский кубик, сделанный из свинца

Ālea iacta est (также ālea jacta est, с лат. — «жребий брошен») — фраза, которую, как считается, произнёс Юлий Цезарь при переходе пограничной реки Рубикон на севере Апеннинского полуострова 10 января 49 года до нашей эры.
Считается, что Цезарь при переходе через Рубикон произнёс эту фразу не на латинском, а на греческом языке: αφήστε τον κύβο να πεταχτεί («да будет брошен жребий»), как на это указывает Плутарх.
После произнесения этих слов Цезарь во главе своей армии вступил на территорию северной Италии. Так началась длительная гражданская война Цезаря против римского сената во главе с Помпеем Великим.
Анализируя исторические события, следует отметить, что Цезарь шёл на определённый риск, располагая всего лишь небольшим количеством сочувствующих ему легионов вблизи от Рима. В долгой перспективе можно сказать, что этот риск себя полностью оправдал, так как стратегическое занятие Рима и отступление Помпея сыграло ключевую роль в конфликте, и впоследствии Цезарь стал диктатором, начав когда-то свою политическую карьеру фламином Юпитера.

## Семантика употребления
Выражение означает: «выбор сделан», либо «рискнуть всем ради великой цели», а также используется, чтобы подчеркнуть необратимость происходящего. К синонимичным выражениям в русском языке можно отнести такие высказывания, как «мосты сожжены», «назад пути нет», «либо грудь в крестах, либо голова в кустах» и др.
Стоит отметить, что в латинском языке alea относится к ранней форме игры в кости, в которую играли во времена Цезаря. Октавиан Август упоминает победу в этой игре в письме. Кости были обычным явлением в римские времена, их бросали по три за раз. Было два вида. Шестигранные кости были известны на латыни как tesserae, а четырёхсторонние (закруглённые на каждом конце) были известны как tali. На греческом языке кубик был κύβος кибос.